# 图卡努
图卡努是巴西巴伊亚州的一个市镇。总面积2801.292平方公里，总人口49827人，人口密度17.8人/平方公里。